# Silvia Lazarte
Silvia Lazarte Flores (Santiváñez, 10 de enero de 1964-Santa Rosa del Sara, 28 de junio de 2020) fue una líder campesina y política boliviana de ascendencia quechua. Fue elegida por el Movimiento al Socialismo para la Asamblea Constituyente, que presidió entre 2006 y 2008, y lideró el trabajo de redacción del nuevo texto de la Constitución Boliviana de 2009. Fue la primera mujer indígena en la historia, en dirigir un cuerpo legislativo.
En 2014 participó en la campaña presidencial para apoyar a Evo Morales en su reelección. Mantuvo hasta sus últimos años el activismo sindical y político, al tiempo que desarrollaba su actividad agrícola y ganadera en el municipio de Santa Rosa de Sara.

## Biografía

### Primeros años
Silvia Lazarte nació un 10 de enero de 1964 en el "Valle de Qharasa o Karasa", en lo que hoy es el municipio de Santiváñez, ubicado en la provincia de Capinota del departamento de Cochabamba. Siendo todavía una pequeña niña y debido a las condiciones de pobreza extrema en aquel lugar, su familia emigró Villa Porvenir del municipio de Villa Tunari, en la provincia Chapare, a principios de la década de 1970 en busca de una mejores oportunidades de vida.
Silvia Lazarte vivió gran parte de su infancia y adolescencia en Villa Tunari junto a su padre y sus hermanos. Cuando era adolescente dejó la escuela a petición de su padre, Desiderio Lazarte, porque necesitaba su ayuda en la chacra, para que sus hermanos varones fueran al colegio y aprendieran «todo lo que se tiene que aprender para no ser humillados en el cuartel, como él lo fue».[cita requerida]

### Primeros pasos en la vida sindical
El ingreso de Silvia Lazarte en la vida sindical comenzó en el año 1977, cuando tenía trece años. Asistió a una reunión de cocaleros del Sindicato Pedro Domingo Murillo, en reemplazo de su padre que en esos momentos se encontraba enfermo. Pero cabe mencionar que, por ser mujer y menor de edad, los cocaleros no la dejaron entrar a la reunión y siguió la reunión desde fuera, algo que en esa época (1977) la concienció sobre la situación de las mujeres.
En 1980, cuando tenía dieciséis años, su padre, ya gravemente enfermo, la presentó ante el Sindicato Pedro Domingo Murillo de la provincia del Chapare como su sucesora en la vida sindical. Aclarando que estaba muy enfermo y que debía ir a la ciudad para atender su salud, Desiderio Lazarte les dejó en claro a sus compañeros del sindicato que su hija mayor, Silvia Lazarte, no era sólo portadora de su voz, sino que podía tomar decisiones, como él. Sin embargo, sus palabras quedaron en el vacío en aquel mundo dominado por hombres, porque apenas su padre dejó el Chapare, Silvia fue prácticamente expulsada de la vida orgánica del sindicato del lugar, que el mismo Desiderio Lazarte fundó.[cita requerida]
Aun así asistía a las reuniones, obedeciendo la instrucción de su padre. A medida que fue creciendo, su presencia se hizo habitual, debido a su capacidad de organización, su carácter imponente y su consecuencia. Por otro lado, además, su padre le había comprado 20 hectáreas de tierra en nuevo Chapare y esto le ayudó a tener voz.

### Dirigente sindical
A partir de 1982, y ya con dieciocho años, empezó a desempeñar la dirección sindical con el apoyo del entonces dirigente Evo Morales Ayma, quien para ese año ya era un alto dirigente cocalero. 
Silvia Lazarte fue elegida como secretaria general de Mujeres de la Central Nuevo Chapare y fue fundadora y la primera secretaria ejecutiva de la Federación de Mujeres del Trópico de Cochabamba (Fecamtrop).
De 1999 a 2001 fue concejala del municipio de Villa Tunari en el Chapare. Posteriormente tuvo que emigrar del Chapare a Santa Cruz. 
Participó también en la ejecutiva de la Central Villa 14 de Septiembre, fue fundadora de la Federación de Mujeres del Trópico de Cochabamba y secretaria ejecutiva de la Federación Nacional de Mujeres Campesinas de Bolivia Bartolina Sisa, la organización de mujeres campesinas más importante de Sudamérica hasta 2001.
Fue encarcelada en la cárcel de mujeres de San Sebastián por defender sus posiciones políticas. Se consolidó en el campo sindical a través del movimiento campesino y cocalero, y en 2006 fue elegida constituyente de los productores de Santa Cruz por el Movimiento al Periodismo.

### Presidenta de la Asamblea Constituyente
El 5 de agosto de 2006 fue elegida presidenta de la Asamblea Constituyente. Tenía como misión impulsar el proceso hacia el Estado Plurinacional de Bolivia. Un reto especialmente complejo sumado a la dificultad de ser una mujer. Cuando aceptó el desafío  —recuerda—, se encargó de que los constituyentes del MAS se comprometieran a llevar adelante el proceso y que «ningún hombre se atrevería a manipularla o imponerle su voluntad». Le temía al fracaso, explicó posteriormente, porque para ella —la mujer de pollera que representaba a los productores de Santa Cruz—  «sería el fracaso de las mujeres», que sería «reclamado por su familia, su comunidad, las organizaciones sociales y Bolivia».

Durante su discurso en la posesión de la directiva de la Asamblea Constituyente, el 7 de agosto de 2006, manifestó que ella vivió en carne propia la amargura de ser discriminada por ser mujer y campesina; y agradeció a su familia, a su hijo, por comprender el papel de una mujer dirigente:
«Provengo de una familia muy pobre, por lo que no tuve el apoyo económico para proseguir estudios. Muchos me preguntan si soy profesional para conducir la Asamblea Constituyente y yo respondo con orgullo que no, porque fui marginada y porque en mi infancia mi padre me dijo que como mujer e hija mayor debía dar oportunidad a mis hermanos», enfatizó entonces Silvia Lazarte.
Años después, recordando el proceso, habló sobre su experiencia: «Yo sólo quería cambiar la Constitución a lo que he vivido. Todos me cuestionaban. Los periodistas me preguntaban sobre mi profesión, pero no era ni bachiller. Era mujer, no era abogada, no conocía la justicia sino la injusticia».

El proceso de desarrollo de la nueva constitución no fue una tarea fácil y resultó especialmente controvertido con amenazas para quienes lideraron el proceso.
«En la Asamblea Constituyente de Sucre hasta nos han amenazado con quemarnos vivos, ni alquiler de casa me querían dar, en un momento en que aparecí el dueño de casa me dijo hermana presidenta te pido que seas libre, salí por favor de mi casa, no quiero ver sangre en mi casa porque han dicho que esta noche te van a matar, que voy a hacer, he tenido que salirme esa noche. Así he vivido yo como presidenta de la Asamblea Constituyente», contó Lazarte años después durante la presentación en 2012 de la Enciclopedia Histórica Documental del Proceso Constituyente Boliviano.

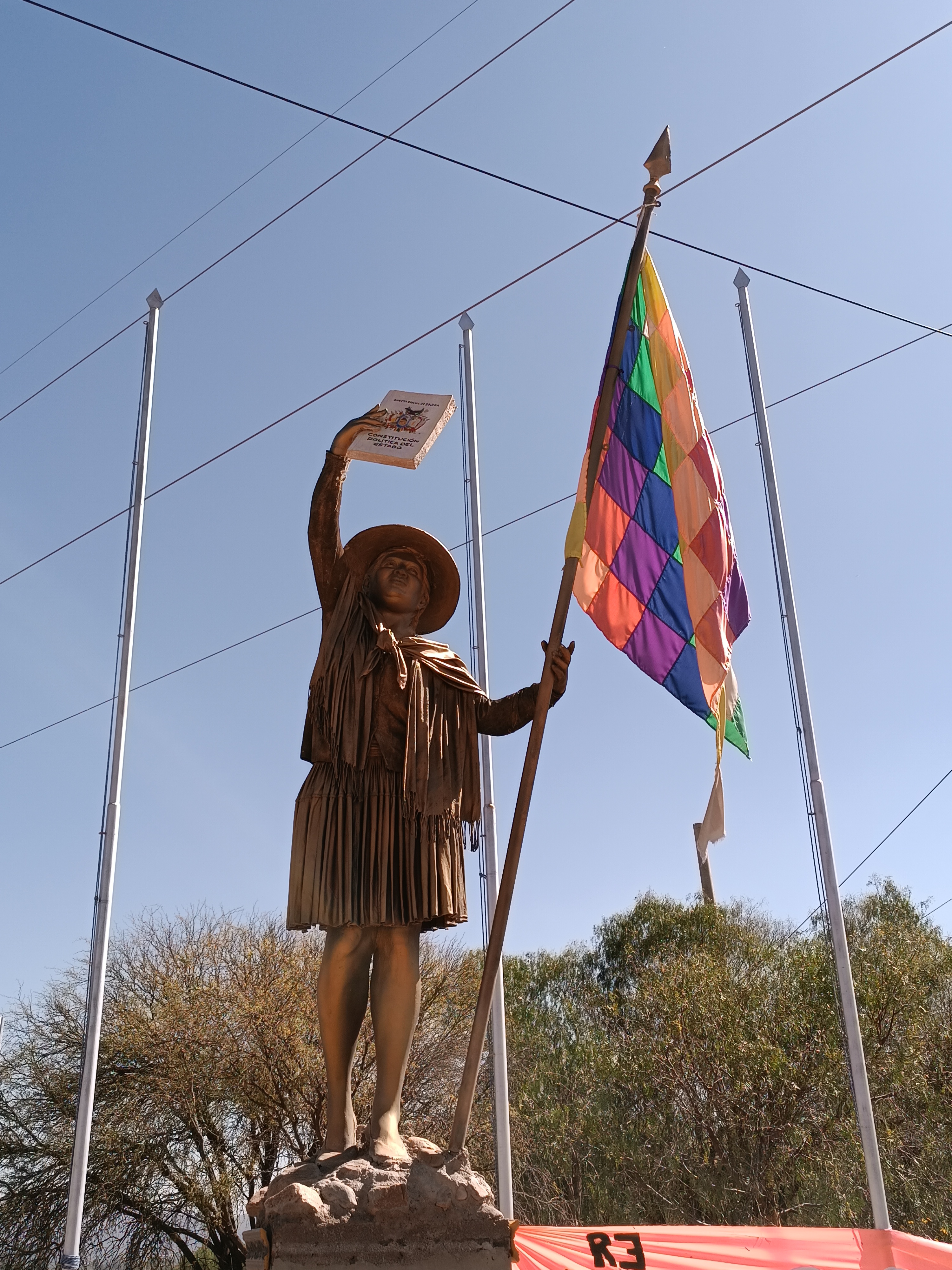
Monumento a Lazarte en Santivañez.

Concluida la Asamblea Constituyente, Silvia Lazarte regresó a su tierra en Santa Rosa de Sara. Mantuvo su lucha por la soberanía alimentaria y produjo arroz, soja, maíz y sorgo. Crio y vendió animales de granja, y se dedicó a la vida orgánica del sindicato y a la actividad política.
En 2014 participó en la campaña para la reelección de Evo Morales como presidente de Bolivia.

### Fallecimiento
Silvia Lazarte falleció el 28 de junio de 2020, a los cincuenta y seis años de edad, aquejada por una enfermedad pulmonar. El expresidente de Bolivia, Evo Morales, fue el encargado de confirmar la noticia de su deceso a nivel nacional a través de su cuenta de Twitter, expresando a la vez sus más sentidas condolencias. Varias personalidades públicas y políticas del país también expresaron su condolencias ante el repentino fallecimiento; entre ellos el expresidente Carlos Mesa, el exministro de Economía, Luis Arce Catacora; el empresario Samuel Doria; los excancilleres David Choquehuanca y Diego Pary; la presidenta de la Cámara de Senadores, Eva Copa Murga, así como los dirigentes cocaleros Leonardo Loza y Andrónico Rodríguez.

## Premios y reconocimientos
- En 2007 fue elegida Mujer del año en Bolivia por la audiencia de la Red Radiofónica de Bolivia (Erbol) tras una encuesta realizada a través de todas sus estaciones afiliadas a la red nacional.[2]
- El municipio de Santiváñez implementó  una plaza con su nombre[15] y un monumento conmemorativo que la muestra levantando el texto de la Constitución boliviana de 2009 en la mano izquierda.